# VV Heerenveen in het seizoen 1961/62
Het seizoen 1961/1962 was het achtste jaar in het bestaan van de Heerenveense betaaldvoetbalclub Heerenveen. De club kwam uit in de Nederlandse Eerste divisie B en eindigde daarin op de elfde plaats, dit hield in dat de club rechtstreeks degradeerde naar de Tweede divisie. Tevens deed de club mee aan het toernooi om de KNVB beker, hierin werd in de derde ronde, na verlenging, verloren van Zwartemeer (1–2).

## Wedstrijdstatistieken

### Eerste divisie B
|       | Be Quick | EBOH  | Elinkwijk | Enschedese Boys | Excelsior | Heracles | Hermes DVS | Hilversum | HVC   | Limburgia | NOAD  | RBC   | SHS   | VSV   | Wageningen | Wilhelmina | ZFC   |
| ----- | -------- | ----- | --------- | --------------- | --------- | -------- | ---------- | --------- | ----- | --------- | ----- | ----- | ----- | ----- | ---------- | ---------- | ----- |
| Thuis | 0 – 3    | 5 – 1 | 3 – 1     | 3 – 1           | 0 – 4     | 1 – 0    | 1 – 1      | 2 – 5     | 1 – 2 | 2 – 1     | 0 – 0 | 2 – 2 | 0 – 1 | 1 – 0 | 2 – 3      | 6 – 1      | 1 – 2 |
| Uit   | 0 – 1    | 3 – 0 | 2 – 0     | 2 – 1           | 1 – 1     | 1 – 0    | 2 – 2      | 0 – 0     | 0 – 0 | 4 – 1     | 0 – 0 | 3 – 0 | 2 – 3 | 0 – 0 | 2 – 2      | 1 – 4      | 1 – 1 |

### KNVB beker
| 2e ronde                                          | Heerenveen          | 1 – 0 Na verlenging                | Leeuwarden                    |
| 31 maart 1962 Plaats: Heerenveen J.H. Kruisstraat | Hendrik Boersma 91' |                                    |                               |
| 3e ronde                                          | Heerenveen          | 1 – 2 (0 – 1, 1 – 1) Na verlenging | VV Zwartemeer                 |
| 28 april 1962 Plaats: Heerenveen J.H. Kruisstraat | Sikke Venema 28'    |                                    | 60' Hans Kalter 114' Jan Smit |

## Statistieken Heerenveen 1961/1962

### Eindstand Heerenveen in de Nederlandse Eerste divisie B 1961 / 1962
| Stand | Gespeeld | Gewonnen | Gelijk | Verloren | Punten | Doelpunten voor | Doelpunten tegen |
| ----- | -------- | -------- | ------ | -------- | ------ | --------------- | ---------------- |
| 11e   | 34       | 10       | 11     | 13       | 31     | 46              | 52               |

### Topscorers
| #                 | Naam           | Goal |
| ----------------- | -------------- | ---- |
| 1.                | Eise Bosma     | 11   |
| 2.                | Gerrit Abma    | 7    |
| 2.                | Piet Fleur     | 7    |
| 2.                | Henk Zoetendal | 7    |
| 5.                | Henk Boensma   | 3    |
| 5.                | Sikke Venema   | 3    |
| 7.                | Henk Hartkamp  | 2    |
| 7.                | Leo de Vroet   | 2    |
| 9.                | Henk Hainje    | 1    |
| 9.                | Henk Weide     | 1    |
| 9.                | Hans Zwart     | 1    |
| Onbekend doelpunt |                |      |
| –                 | Onbekend       | 1    |
| Totaal            | Totaal         | 46   |

| #      | Naam            | Goal |
| ------ | --------------- | ---- |
| 1.     | Hendrik Boersma | 1    |
| 1.     | Sikke Venema    | 1    |
| Totaal | Totaal          | 2    |